# Ceremonium
Ceremonium war eine 1992 gegründete Death-Doom-Band.

## Geschichte
Ceremonium wurden im Herbst 1992 gegründet. In der ersten Besetzung übernahm Chris Tredici die Funktion des Schlagzeugers, Thomas Pioli und Brandon Diaz jene der Gitarristen, Victor Rivera die des Bassisten und Oscar Matter jene des Sängers. Im Frühjahr 1993 erschien mit Nightfall in Heaven über Necroharmonic Productions eine erste EP. Noch im gleichen Jahr erschien ein Demoband. Rivera verließ alsbald die Band, woraufhin Pioli zu den Aufnahmen des Debütalbums den Bass übernahm. Into the Autumn Shade wurde im Frühjahr 1995 aufgenommen und noch im gleichen Jahr über Fadeless Records veröffentlicht. Das Album wurde positiv von Kritikern aufgenommen und etablierte Ceremonium als bedeutender Vertreter des Death Dooms. In der Folge spielte die Gruppe 1995 auf internationalen Festivals und beteiligte sich 1996 an der Kompilation What’s for Dinner? des Labels Pavement Music. Im gleichen Jahr verließ Matter die Band. Diaz übernahm den Gesang nebst der Gitarre. Pioli kehrte zur Gitarre zurück und Lino Reca stieß als neuer Bassist zu Ceremonium. Im Juli 1998 kehrte die Band zu den Aufnahmen eines weiteren Albums zurück. Die Aufnahmen zu No Longer Silent fanden in den Vortex Studios statt. Den ursprünglichen Vertrag zur Veröffentlichung mit Soul Sold Music kündigte die Band noch während der Aufnahmen aufgrund kreativer Differenzen auf. Pioli nahm den Konflikt zum Anlass, das eigene Label Destro Records zu gründen. No Longer Silent wurde ebenso wie der Vorgänger positiv von der Kritik aufgenommen. Es folgten exzessive Tourneen zwischen 2000 und 2001. Indes verließ Reca die Gruppe und wurde durch Brian Yost ersetzt. Es folgten erste Aufnahmen zu einem dritten Studioalbum, das vorerst als Promotionsdemo veröffentlicht wurde, um eine Kooperation mit einem größeren Label zu initiieren. Eine größere Veröffentlichung blieb jedoch aus. Im April 2004 löste sich die Gruppe aufgrund der gesundheitlichen Verfassung des an Krebs erkrankten Diaz auf.

## Stil
Die Band wird neben Winter, Novembers Doom und Evoken zu den stilbegründenden Vertretern des amerikanischen Death Dooms gezählt und entsprechend mit diesen verglichen. Das Frühwerk der Gruppe, bis einschließlich des Debütalbums, wird vollumfänglich dem frühen amerikanischen Death Doom zugerechnet. Spätere Veröffentlichungen weisen hinzukommend Einflüsse der zweiten Welle des Black Metals auf.

## Diskografie
- 1993: Nightfall in Heaven (EP, Necroharmonic Productions)
- 1993: Demo 93 (Demo, Eigenverlag)
- 1995: Into the Autumn Shade (Album, Fadeless Records)
- 2000: No Longer Silent (Album, Destro Records)
- 2001: Promo 2001 (Demo, Eigenverlag)
- 2012: Dreams We Have Written (Kompilation, Weird Truth Productions)